# Палацето (Пиза)
Палацето је насеље у Италији у округу Пиза, региону Тоскана.
Према процени из 2011. у насељу је живело 96 становника. Насеље се налази на надморској висини од 2 м.